# Okres Malbork

Administrativní dělení okresu (gminy)

Okres Malbork (polsky Powiat malborski) je okres v polském Pomořském vojvodství. Rozlohu má 494,23 km² a v roce 2019 zde žilo 63 470 obyvatel. Sídlem správy okresu je město Malbork.

## Gminy
Městská:
- Malbork

Městsko-vesnická:
- Nowy Staw

Vesnické:
- Lichnowy
- Malbork
- Miłoradz
- Stare Pole

## Města
- Malbork
- Nowy Staw

## Sousední okresy
| Růžice kompasu | Gdaňsk       | Nowy Dwór Gdański | Elbląg        | Růžice kompasu |
| Růžice kompasu | Tczew        | Sever             | Elbląg        | Růžice kompasu |
| Růžice kompasu | Tczew        | Okres Malbork     | Elbląg        | Růžice kompasu |
| Růžice kompasu | Tczew        | Jih               | Elbląg        | Růžice kompasu |
| Růžice kompasu | Sztum, Tczew | Sztum             | Elbląg, Sztum | Růžice kompasu |